# Isabel San Sebastián
Isabel San Sebastián Cabasés (Santiago de Chile; 15 de marzo de 1959) es una periodista y escritora española.

## Biografía

### Inicios
Hija de un diplomático español, su ascendencia es vasco-navarra. Es prima del político pamplonés Iñaki Cabasés. Prima de Rafael San Sebastián Flechoso, asesinado por ETA el 10 de junio de 1990.[cita requerida]
Tras licenciarse en Ciencias de la Información por la Universidad Complutense de Madrid, se incorpora al periódico La Gaceta del Norte, de Bilbao. De ahí saltó a escribir en medios de ámbito nacional como la revista Época o el ABC, en el que comienza a escribir la columna de contenido político El contrapunto y donde permanece entre 1989 y 2000.
Sus primeros contactos con el mundo de la televisión se los debe a Jesús Hermida, que la incorpora a la tertulia política de los programas que presenta y conduce en Antena 3: Con Hermida y compañía (1995) y La hora H (1996-1997). En la temporada 1995-1996 colabora también con la Cadena SER tanto en Hora 25 como en Hoy por hoy.

### 1997-1998
En 1997 se produjo un cambio importante, tanto en su trayectoria televisiva como radiofónica, al pasar a los medios públicos, a instancias del nuevo director de RTVE, Fernando López Amor. En Radio Nacional de España comienza a colaborar, desde septiembre de ese año, tanto con el recién estrenado programa matinal Buenos días con Carlos Herrera como con el nocturno 24 Horas.
En Televisión Española, se le ofrece la oportunidad, por primera vez, de presentar un programa: el espacio de entrevistas El tercer grado (que se estrenó con una entrevista a Ana Botella, esposa del entonces Presidente del Gobierno José María Aznar) además de colaborar con el informativo matinal Los Desayunos de TVE.

### 1998-2002
Sin embargo, sólo permanece en la cadena pública una temporada, pues en 1998, coincidiendo con la llegada de Ernesto Sáenz de Buruaga a la dirección de informativos de la cadena, es contratada por Antena 3 para sustituir a Antonio San José al frente del informativo de la mañana El primer café. 
Paralelamente, comienza a trabajar en Onda Cero, colaborando con asiduidad en el programa A toda radio, de Marta Robles y Protagonistas con Luis del Olmo.
Permanece cuatro años en El primer café, hasta que en 2002 es cesada al frente del programa por la dirección de la cadena y relevada por Carmen Gurruchaga. La salida se encuadra en el contexto de un duro enfrentamiento entre Pedro J. Ramírez, director del diario El Mundo, y César Alierta, presidente de Telefónica y accionista mayoritario de la cadena en aquel momento. Según declaró la propia periodista, que trabajaba en ambos medios (se había incorporado a la redacción de El Mundo en marzo de 2000), fue presionada para abandonar el periódico. Ante su negativa, Antena 3 actuó, en sus propias palabras «represaliándola».

### 2002-2006
En ese momento, tanto Luis Herrero en radio COPE como María Teresa Campos en televisión, críticos ambos con la forma en que la periodista fue despedida, le ofrecen hueco en sus respectivas tertulias políticas. Isabel San Sebastián se integra, así, en La Mañana de COPE y en Día a día, de Telecinco.
En la temporada 2004–2005 condujo en Telemadrid el programa de actualidad política El Debate, incorporándose el año siguiente de nuevo al equipo de María Teresa Campos, esta vez en Antena 3: primero, en septiembre de 2005, a la última temporada de Cada día, y ya en 2006 al espacio Lo que inTeresa, que tuvo una fugaz permanencia en antena.
Esa misma temporada de 2004, cuando Federico Jiménez Losantos sustituyó a Herrero al frente de La Mañana, Isabel San Sebastián optó por seguir a Luis del Olmo en su nueva aventura radiofónica y se incorporó al nuevo Protagonistas de Punto Radio.

### 2007-presente

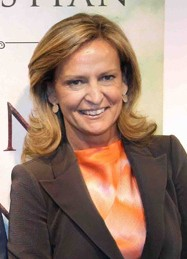
Presentación de su cuarta novela Un reino lejano el 15 de noviembre de 2012.

En 2007 participó en las tertulias políticas del programa 59 segundos de TVE y Alto y Claro de Telemadrid. En este último, un encontronazo verbal con el periodista José María Calleja, propició en enero de ese año el abandono del espacio por parte de este. A principios de noviembre del mismo año, en el programa 59 segundos, fue Isabel San Sebastián la que abandonó el plató debido a las acusaciones que le había lanzado Calleja, quien la acusó de "haber engordado a ETA", motivo por el cual la periodista interpuso una demanda de protección al honor ante los tribunales. En julio de 2010 la Justicia condenó a Calleja a pagar 12 000 euros a San Sebastián. La sentencia fue revocada por el Tribunal Supremo en noviembre de 2014 que sitúa el conflicto en el ámbito de las libertades de expresión y del derecho al honor, y concluye que aquella resulta en este caso prevalente por cuanto que el periodista demandado se limitó a realizar una crítica respecto de un asunto de interés y en un ámbito o contexto de previo enfrentamiento.
Entre 2007 y 2010, también interviene en La tarde con Cristina, de la Cadena COPE conducido por Cristina López Schlichting y presenta el programa La noche de en el canal Popular TV.
Entre septiembre de 2008 y junio de 2009 interviene en la tertulia del programa La mirada crítica, presentado por María Teresa Campos.
Desde el 6 de septiembre de 2010 y hasta el 19 de diciembre de 2012 conduce el programa de análisis político Alto y Claro en Telemadrid.
Desde el 24 de octubre de 2011, y con motivo de la remodelación de ABC Punto Radio presenta el programa informativo nocturno El contrapunto hasta el 15 de marzo de 2013 y también entre diciembre de 2012 y agosto de 2013 colabora en El gran debate en Telecinco. Entre 2013 y 2014 colabora en Las mañanas de Cuatro. 
En los últimos años colabora en los programas El cascabel (2013-actualidad), Más claro agua (2013-actualidad) y La marimorena (2013-actualidad) en 13tv, Amigas y conocidas (2014-2018) en La 1, Más Madrid (2015) de Telemadrid, Un tiempo nuevo (2015) en Telecinco y diversos programas de esRadio.

## Libros
Además de sus ensayos políticos, ha cosechado éxito con las novelas históricas como La visigoda, Astur, El reino lejano o La peregrina. 

## Ideología
A Isabel San Sebastián se le ha asociado tradicionalmente a la derecha, especialmente al Partido Popular aunque en ocasiones ha sido muy crítica con este partido, en particular con José María Aznar. Se ha proclamado contraria al aborto. Ha arremetido contra jornadas como el 8-M por "manosear a la mujer" y en casos como el de La Manada denunció que al poner el foco en la víctima se le obligaba a tener que demostrar su inocencia.

## Libros publicados
- Mayor Oreja, una victoria frente al miedo (2001)
- Los años de plomo, memoria en carne viva de las víctimas (2003)
- El árbol y las nueces, con Carmen Gurruchaga (2000)
- ¿A qué juegan nuestros hijos? (2004), con Javier San Sebastián
- Cuentos de María la gorda (2005)
- La visigoda (novela) (2006)
- Fungairiño: El enemigo de ETA (2007)
- Astur (novela) (2008)[15]
- Imperator (novela) (2010)[16]
- Un reino lejano (novela) (2012)
- La mujer del diplomático (novela) (2014), Editorial Plaza & Janés Editores, ISBN 9788401343544
- Lo último que verán tus ojos (novela) (2016), Editorial Plaza & Janés, ISBN 9788401017421
- La peregrina (novela) (2018), Editorial Plaza & Janés, ISBN 9788401019982
- Las campanas de Santiago (novela) (2020), Editorial Plaza & Janés, ISBN 9788401023200
- La dueña (novela) (2022), Editorial Plaza & Janés, ISBN 9788401026348
- La temeraria (novela) (2024), Editorial Plaza & Janés

## Medios en los que ha trabajado

### Prensa
- ABC (1989-2000).
- El Mundo (2000-2011).
- ABC (2011-peesente).

### Radio
- Cadena SER (1995-1997).
- RNE (1997-1998).
- Onda Cero (1998-2002).
- COPE (2002-2004).
- Punto Radio (2004-2006).
- COPE (2006-2010).
- ABC Punto Radio (2011-2013)
- EsRadio (en la actualidad).

### Televisión
- Antena 3 (1995-1997).
- TVE (1997-1998).
- Antena 3 (1998-2002).
- Telecinco (2002-2004).
- Telemadrid (2004-2012).
- Antena 3 (2005-2006).
- TVE (2005-2008).
- Popular TV (2006-2008).
- Telecinco (2008-2009).
- Telecinco (2012-2013).
- Trece (2013-presente).
- Cuatro (2013-2014).
- Telemadrid (2014-presente).
- Telecinco (2015-presente).
- TVE (2014-presente).